# 200 Amsterdam
200 Amsterdam es un rascacielos residencial en la intersección de Amsterdam Avenue y 69th Street en el Upper West Side en Manhattan, Nueva York. El lote fue ocupado anteriormente por la Sinagoga de Lincoln Square. Una vez finalizada, la torre contendrá 112 condominios.
El edificio se erige como el edificio más alto en el Upper West Side después de alcanzar los 51 pisos en agosto de 2019. 50 West 66th Street será más alto si se completa según lo planeado en 2021. Existen edificios de tamaño comparable dentro de los 300 metros al sur y al este, incluida la Tower 67 y el Park Millennium, que tienen 49 y 47 pisos de altura, respectivamente. Sin embargo, en febrero de 2020, un juez estatal dictaminó que varios pisos superiores tendrían que ser removidos debido a violaciones de zonificación. En marzo de 2021, el fallo fue anulado en apelación.

## Historia

### Planificación
El sitio albergaba una sinagoga construida en 1971 y fue comprado por los constructores por 275 millones de dólares en octubre de 2015. El diseño del edificio se dio a conocer oficialmente en junio de 2016 y los permisos para el desarrollo se presentaron dos meses después, en septiembre de 2016. A pesar de que el lote inicial del proyecto abarcaba solo 1000 m² , los constructores expandieron el lote de zonificación a más de 9 300 m² mediante la compra de los derechos de construcción de los estacionamientos en las vecinas Lincoln Towers. Esto permitió que el proyecto agregara límites de área de piso y construir un proyecto mucho más grande en el sitio pequeño.

### Oposición y desafíos legales
En mayo de 2017, dos grupos comunitarios comenzaron la primera oposición organizada a la construcción de la torre, alegando que el lote de zonificación del edificio era ilegal y no podía abarcar los derechos de construcción adicionales de Lincoln Towers. La miembro local del Consejo de la ciudad de Nueva York , Helen Rosenthal, y el presidente del condado de Manhattan, Gale Brewer, respaldaron el esfuerzo y se presentó un desafío formal ante el Departamento de Edificios de la ciudad de Nueva York el 15 de mayo. En junio, el Departamento de Edificios detuvo la emisión de nuevos permisos para el sitio hasta que se pudiera revisar y resolver el desafío.
A fines de junio, el Departamento de Edificios presentó un "Aviso de revocación" contra los constructores, lo que significa que el permiso sería revocado a menos que los constructores respondieran y resolvieran los problemas que el Departamento había identificado. Dos semanas después, el Departamento dictaminó que la impugnación tenía mérito y rescindió el permiso de construcción hasta que se cambiara el lote de zonificación para cumplir con la ley. A fines de septiembre, los constructores habían respondido a las inquietudes del Departamento de Construcción y habían demostrado conformidad con la ley sin cambiar el alcance del proyecto.
El desarrollo recibió nuevos permisos de construcción el 27 de septiembre, lo que permitió a los constructores comenzar los trabajos de excavación y cimentación del edificio. Sin embargo, en noviembre, los dos grupos comunitarios presentaron una apelación ante la Junta de Normas y Apelaciones, parte de la Oficina de Audiencias y Juicios Administrativos de la Ciudad de Nueva York, desafiando nuevamente la legalidad del lote de zonificación.
En febrero de 2018, la Junta Comunitaria 7 local notó su descontento con el edificio, aunque legalmente la junta no tenía poder para detener o alterar el desarrollo. El 9 de marzo, el asistente del abogado general del Departamento de Edificios envió una carta a la Junta de Normas y Apelaciones en la que reconocía que los permisos emitidos para el desarrollo estaban "basados en una interpretación incorrecta de la Resolución de Zonificación". En julio, la Junta de Normas y Apelaciones votó 3-1 para mantener el permiso de construcción, después de lo cual un grupo comunitario se movió para demandar a la Junta en la corte.

### Financiamiento, construcción y desafíos legales continuos
A finales de septiembre se instaló la grúa del proyecto. Poco después de la instalación, el Departamento de Edificios ordenó que el trabajo se detuviera en el sitio hasta que el constructor instaló cobertizos en las aceras para proteger a los peatones de la posible caída de escombros de la grúa. A pesar de los avances en la construcción, la Sociedad Municipal de Arte presentó una demanda en la Corte Suprema de Nueva York en octubre para apelar la decisión de la Junta de Normas y Apelaciones de julio. Varios políticos locales prominentes, incluidos los miembros de la Asamblea del Estado de Nueva York Linda Rosenthal y Richard N. Gottfried, así como el congresista Jerry Nadler, apoyaron la demanda.
En noviembre, Sumitomo Mitsui Trust Bank otorgó un préstamo de 425,8 millones de dólares para financiar la construcción.
La Corte Suprema de Nueva York dictaminó en marzo de 2019 que la Junta de Normas y Apelaciones había aplicado incorrectamente la ley y ordenó a la Junta que revisara el proyecto nuevamente. Sin embargo, el tribunal no llegó a revocar los permisos que permitieron que la construcción continuara. Otra moción para una medida cautelar, que habría detenido el trabajo en el sitio, fue denegada a principios de abril. También se denegó una solicitud de una orden judicial preliminar a fines de abril, lo que permitió que la construcción avanzara mientras la Junta de Normas y Apelaciones revisaba el desafío de zonificación. En ese momento, el edificio había alcanzado aproximadamente 25 pisos de altura. A fines de junio de 2019, la Junta de Normas y Apelaciones reafirmó los permisos del edificio después de que la construcción alcanzó el piso 40.
A fines de julio de 2019, la Sociedad Municipal de Arte presentó otra demanda en la Corte Suprema de Manhattan para apelar la decisión e intentar detener el desarrollo del edificio, alegando nuevamente que la Junta había aplicado incorrectamente la ley de zonificación al aprobar los permisos del edificio. El edificio se completó el mes siguiente, aunque los trabajos en la corona y la fachada continuaron hasta finales de 2019.

### Revocación del permiso 2020
El 17 de febrero de 2020, Justice W. Franc Perry del Corte Suprema de Nueva York sostuvo que el permiso existente para  200 Amsterdam había sido emitido, según lo informado por Gothamist "basado en un 'lote de 39 lados manipulado por gerrymandering' que abusó del protocolo" de zonificación, y por lo tanto, fue emitido por error por el Departamento de Edificios, al que se le ordenó revocar el permiso. El fallo requiere que se eliminen "potencialmente 20 o más" pisos de la nueva construcción. El 3 de marzo de 2021, los principales medios de comunicación informaron que la decisión de los tribunales inferiores había sido anulada en apelación sin necesidad de modificaciones. Se consideró que la decisión final tenía implicaciones para más de veinte propiedades de este tipo en la ciudad construidas con interpretaciones similares de las leyes de zonificación.